# Človek na obeh straneh stene
Človek na obeh straneh stene je družbeni roman slovenskega pripovednika Zorka Simčiča, ki velja za najpomembnejše pripovedno delo slovenske  izseljenske književnosti. Gre za pripoved o razdvojenem slovenskem političnem izseljencu, ki se ne v rodni Sloveniji ne v Argentini, kamor se zateče po koncu druge svetovne vojne, ne počuti doma.
Roman je Simčič napisal leta 1955 za leposlovni natečaj Slovenske kulturne akcije (SKA) in zanj prejel drugo nagrado. Izšel je leta 1957 v Buenos Airesu, v Sloveniji pa prvič leta 1991 pri založbi Mihelač. Zanj je avtor leta 1993 prejel nagrado Prešernovega sklada.

## Zgodba
Glavna oseba, »človek na obeh straneh stene«, je slovenski izobraženec, ki po drugi svetovni vojni zaradi nove oblasti zbeži v Argentino.
V spominih se stalno vrača v preteklost in si želi odkriti zapletene 
resnice o samem sebi oziroma odkriti, kaj je na drugi strani stene. 
Zgodba romana se dogaja po petih letih njegovega življenja v Argentini, ko po letu in pol zapušča Buenos Aires in se vrača na sever, v San Antonio, kjer je prej pol leta sredi gozdov nakladal les, spoznal modrega starca Grandono, pri katerem je živel in o sebi odkril, da je večni begunec, ki se svojega občutka tujosti nikakor ne more znebiti.
Dogajalni čas zgodbe je skrčen na sobotno popoldne, noč in nedeljsko 
jutro, ko se pripravlja na to pot proti severu, kjer ga čaka žena, 
katere ni videl od odhoda iz domovine, da bi si ustvarila novo 
življenje. Dogajanje postane zanimivo z vstopom Katje, skrivnostne 
ženske, za katero skozi junakove spomine izvemo, da je nekdanja 
zaročenka pokojnega brata. Katja ga prek svojega brata Berganta vabi na 
srečanje, na katerem bo, kot je upal, mogel razčistiti svojo begajočo 
preteklost. Čakanje na Katjo zapolni s premlevanjem spominskih 
fragmentov, povezanih predvsem z medvojnim bratovim pogrebom in 
ljubeznijo do te skrivnostne ženske. Skrivnostnost in nevarnost Katje pa
se skozi spominske dogodke odkrivata počasi, popolnoma razvidni 
postaneta šele v zaključku romana, ko je protagonistu (in s tem tudi 
bralcu) jasno, da Katja pripada nasprotni politični strani. Glavna oseba
z mesta srečanja zbeži, ker se boji resnice o njej in njuni ljubezni, 
gre na železniški nadvoz, kjer razmišlja o ženi in njunem ponovnem 
združenju. V temni limuzini pa ga ves čas spremlja mlada ženska, vanj 
nameri revolver, a ne ustreli, pač pa le krikne in odpelje.

## Antijunak
Protagonistovi bivanjski položaji prežemajo celotno dogajanje v 
zgodbi. V ospredju je njegova izguba identitete zaradi brezdomovinskosti
ter posledično njegov občutek tujosti, ki ga venomer spremlja. Poleg 
tega je junak osamljen, izrazito zaprt vase in nezgovoren. Veliko bolj 
je naklonjen pogovorom s samim sabo kot pa z drugimi ljudmi. Iz njegovega notranjega monologa tako izvemo skoraj vse o tem, kaj razmišlja in kaj čuti. Čustvo, ki 
ga spremlja že celo življenje, je strah. Ta je tudi poglavitni 
usmerjevalec njegovih dejanj. Skozi analizo njegove osebnosti in dejanj 
se izkaže, da gre pravzaprav za antijunaka, saj je pasiven in nezmožen 
dejanj. Njegov odnos z ljubico je popolno nasprotje odnosu z ženo. Ob 
ženi je sproščen, umirjen in počuti se varnega. Njun odnos temelji na 
spoštovanju. Katja pa v njegovo življenje vnese vznemirjenost, nevarnost
in skrivnostnost.

## Izdaje in prevodi
- Prva izdaja iz leta 1957 (COBISS)
- Kasnejše izdaje iz leta 1991 (COBISS), 1999 (COBISS), 2003 (COBISS) in 2004 (COBISS)

- Izbrane strani iz romana so bile prevedene v angleščino, madžarščino in poljščino.[1]